# Centro svizzero di calcolo scientifico
Il Centro svizzero di calcolo scientifico è l'istituto nazionale svizzero di calcolo ad alte prestazioni.
Fondato nel 1991 a Manno, opera a Lugano da marzo 2012.
La funzione principale del Centro Svizzero di Calcolo è quella di laboratorio di calcolo nazionale aperto a tutti i ricercatori svizzeri e ai loro assistenti che possono ottenere il libero accesso ai supercomputer CSCS in un processo di valutazione scientifica competitiva. Il centro fornisce anche risorse di calcolo dedicate per specifici progetti di ricerca e mandati nazionali, per esempio le previsioni del tempo e inoltre è anche centro di competenza nazionale per il calcolo ad alte prestazioni e serve come piattaforma tecnologica per la ricerca svizzera nel campo della scienza computazionale. CSCS è un'unità autonoma dell'Istituto Federale Svizzero di Tecnologia di Zurigo (ETH Zurich) e collabora strettamente con la locale Università della Svizzera italiana (USI).

## Edificio

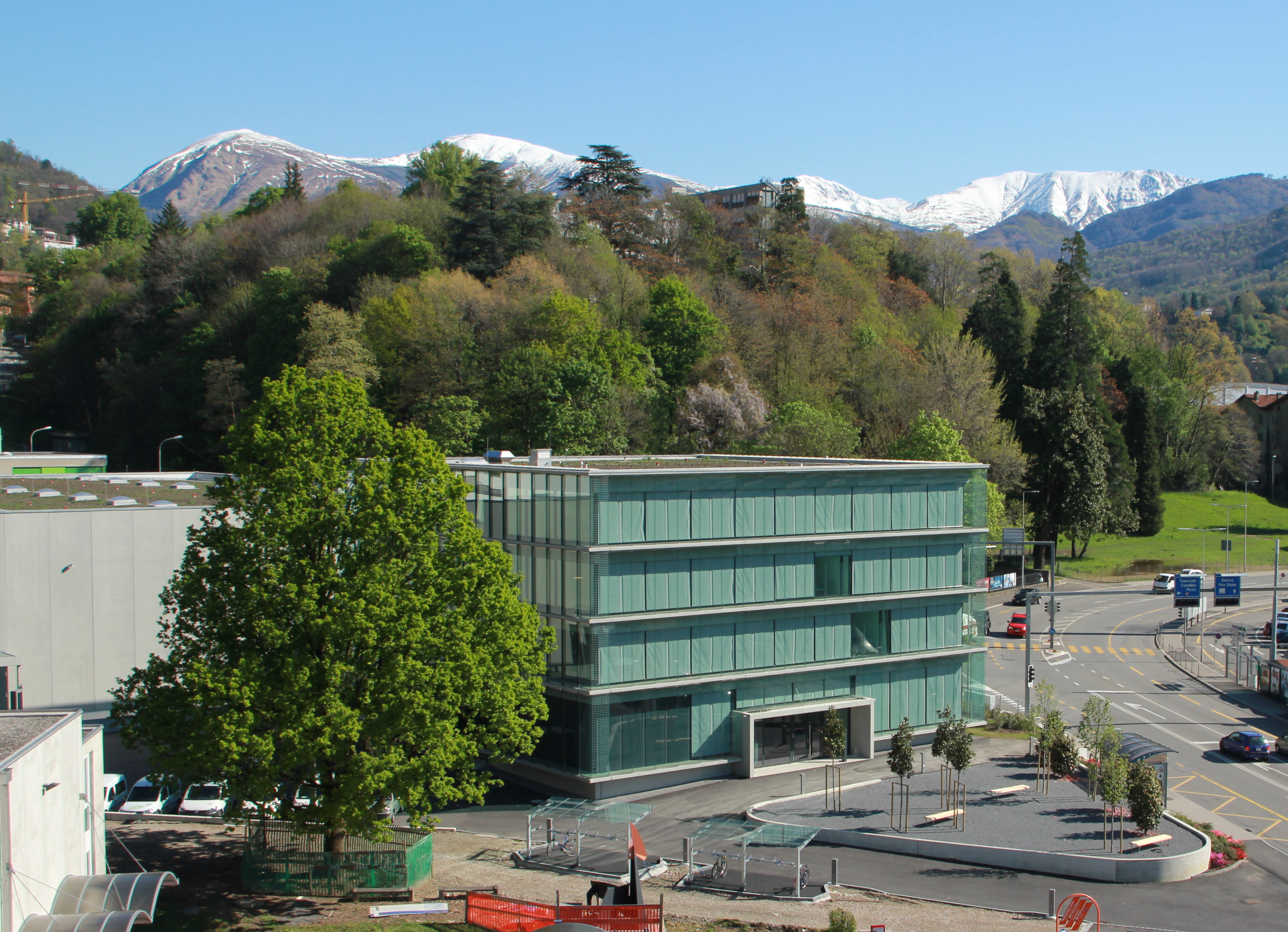
L'edificio del Centro Svizzero di Calcolo Scientifico

La costruzione nella nuova zona di Lugano-Cornaredo ha una sala macchine di 2000 m² e può essere alimentata con un massimo di 20 MW di elettricità. L'acqua per il raffreddamento dei super-computer è presa dal Lago di Lugano a 45m di profondità e pompata ad una distanza di 2.8 km dal centro. In seguito l'acqua viene riversata nel Lago di Lugano ad una profondità minore per compensare la differenza di temperatura. Così solo una piccola quantità di energia viene consumata per provvedere al raffreddamento degli archivi centrali del computer con un'alta efficienza energetica pari a PUE < 1.25.

## Supercalcolatori
I supercalcolatori acquisiti dal CSCS possono essere divisi in due fasi: nella prima dal 1991 al 2011, il centro si è concentrato su tecnologie collaudate con lo scopo di facilitare l'accesso degli utenti ai loro servizi. L'IBM SP4, installato nel 2002, fu il primo sistema di produzione della CSCS con un'architettura computer basata sul Sistema a elevato parallelismo. L'ottenimento del primo Cray XT3 in Europa nel 2005 segnò l'inizio della seconda fase. Da allora CSCS si è concentrata su tecnologie recenti, preferibilmente prima che diventassero un prodotto disponibile al pubblico.

### Risorse di calcolo correnti
| Modello - Nome computer                      | tipo CPU                                                            | No. di processori | Inizio operazioni (ultimo upgrade) | Prestazioni di picco (FLOPS) | Uso                                       |
| -------------------------------------------- | ------------------------------------------------------------------- | ----------------- | ---------------------------------- | ---------------------------- | ----------------------------------------- |
| Hybrid Cray XC40/XC50 - Piz Daint            | Intel Haswell-EP + Nvidia Tesla P100 GPUs                           | 206,720 cores     | Novembre 2016                      | 15.988 petaflops             | Ricerca (simulazione al computer)         |
| IBM Blue Gene/Q - Blue Brain 4               | Power BQC 16C 1.6 GHz                                               | 65,536 cores      | 2013                               | 838.9 teraflops              | Blue Brain Project                        |
| Cray CS-Storm - Kesch and Escha              | Intel Haswell-EP + Nvidia Tesla K80 GPUs                            |                   | 2015                               |                              | Numerical weather prediction (MeteoSwiss) |
| NEC cluster - Mönch                          |                                                                     |                   |                                    |                              |                                           |
| HP DL 360 Gen 9 - Monte Leone                |                                                                     |                   |                                    |                              |                                           |
| Computer cluster (vari produttori) - Phoenix | Intel Sandy Bridge 2.6 GHz e AMD Opteron 16-core Interlagos 2.1 GHz | 82 (736 cores)    | Ottobre 2007 (Maggio 2012)         | 13.32 teraflops              | Computing grid del CERN LHC               |

### Precedenti risorse di calcolo
| Modello - Nome computer               | tipo CPU                                                         | No. di processori                                            | Periodo di utilizzo         | Massime prestazioni (Teraflops) | Uso                                                                                                |
| ------------------------------------- | ---------------------------------------------------------------- | ------------------------------------------------------------ | --------------------------- | ------------------------------- | -------------------------------------------------------------------------------------------------- |
| Hybrid Cray XC30 - Piz Daint          | Intel Sandy Bridge 2.6 GHz + NVIDIA® Tesla® K20X GPUs            | 5,272 (42,176 cores; 84,352 hardware threads + 1 GPU x node) | Novembre 2013               | 7.787 petaflops                 | Ricerca (simulazione al computer)                                                                  |
| Cray XC30 - Piz Daint                 | Intel Sandy Bridge 2.6 GHz                                       | 4,512 (36,096 cores; 72,192 hardware threads)                | Dicembre 2012               | 750.7 teraflops                 | Ricerca (simulazione al computer)                                                                  |
| Cray XE6 - Monte Lema                 | AMD Opteron 12-core Magny-Cours 2.1 GHz                          | 336 (4,032 cores)                                            | Aprile 2012                 | 33.87 teraflops                 | Modelli numerici di previsione meteorologica (MeteoSvizzera)                                       |
| Cray XE6 - Albis                      | AMD Opteron 12-core Magny-Cours 2.1 GHz                          | 144 (1,728 cores)                                            | Aprile 2012                 | 14.52 teraflops                 | Modelli numerici di previsione meteorologica (MeteoSvizzera)                                       |
| Cray XK7 - Tödi                       | AMD Opteron 16-core Interlagos 2.1 GHz and Nvidia Tesla K20x GPU | 272 (4,352 cores) + 272 GPUs                                 | Ottobre 2011 (Ottobre 2012) | 393.00 teraflops                | Ricerca (simulazione al computer)                                                                  |
| Cray XMT Next Generation - Matterhorn | Cray Threadstorm                                                 | 64 (8,192) Thread (informatica)                              | Giugno 2011                 | n/a                             | Ricerca (in particular analysis of unstructured data)                                              |
| Cray XE6 - Monte Rosa                 | AMD Opteron 16-core Interlagos 2.1 GHz                           | 2,992 (47,872 cores)                                         | Maggio 2009 (Novembre 2011) | 402.12 teraflops                | Ricerca (simulazione al computer)                                                                  |
| Cray XT4 - La Dôle                    | AMD Opteron quad-core Barcelona 2.3 GHz                          | 160 (640 cores)                                              | Maggio 2007 - Giugno 2012   | 5.88                            | Modelli numerici di previsione meteorologica (MeteoSvizzera)                                       |
| Cray XT4 - Piz Buin                   | AMD Opteron quad-core Barcelona 2.3 GHz                          | 264 (1056 cores)                                             | Maggio 2007 - Giugno 2012   | 9.71                            | Modelli numerici di previsione meteorologica (MeteoSvizzera)                                       |
| IBM System p575 - Mont Blanc          | IBM Power 5 1.5 GHz                                              | 768                                                          | Ottobre 2006 - Gennaio 2010 | 4.6                             | Ricerca (simulazione al computer)                                                                  |
| Cray XT3 - Piz Palü                   | AMD Opteron dual-core 2.6 GHz                                    | 1664 (3328 cores)                                            | Giugno 2005 -Aprile 2009    | 17.31                           | Ricerca (simulazione al computer)                                                                  |
| IBM System p690 - MPP                 | IBM Power 4 1.3 GHz                                              | 256                                                          | 2002 - 2006                 | 1.33                            | Ricerca (simulazione al computer)                                                                  |
| NEC SX-5 - Prometheus                 | NEC SX-5 processore vettoriale                                   | 16                                                           | 1999 - 2007                 | 0.128                           | Ricerca (simulazione al computer) and Modelli numerici di previsione meteorologica (MeteoSvizzera) |
| NEC SX-4 - Gottardo                   | NEC SX-4 processore vettoriale                                   | 16                                                           | 1995 - 2004                 | 0.032                           | Ricerca (simulazione al computer)                                                                  |
| NEC SX-3 - Adula                      | NEC SX-3 processore vettoriale                                   | 2                                                            | 1992 - 1995                 | 0.0128                          | Ricerca (simulazione al computer)                                                                  |

## Servizio Nazionale di Supercalcolo
Lavorando come laboratorio di calcolo nazionale, il CSCS promuove e incoraggia la ricerca ad alto livello. Le simulazioni create nei supercalcolatori lasciano spazio a nuove intuizioni nel campo della scienza. Di conseguenza CSCS opera con sistemi informatici innovativi rendendolo un servizio essenziale per facilitare le ricerche svizzere. Questi computer aiutano gli scienziati con diversi problemi e richieste, dai calcoli puri di problemi complessi alle analisi di dati complessi.

## Servizi HPC dedicati
Oltre ai computer del laboratorio di calcolo, il CSCS gestisce risorse di calcolo per progetti di ricerca strategici e dei compiti di interesse nazionale. Dal 2001, i calcoli per la previsione numerica del sondaggio meteorologico svizzero della MeteoSvizzera si svolgono presso il Centro svizzero di calcolo. Nel gennaio 2008, il primo suite per previsioni ad alta risoluzione meteo d'Europa è stata messa in produzione da un supercomputer al CSCS. Un'altra risorsa gestita dal CSCS è il Swiss tier-2 Computer cluster per il Worldwide LHC Computing Grid dell'acceleratore CERN del LHC.

## Ricerca e sviluppo
Per sostenere i prossimi sviluppi dei propri servizi di supercalcolo, CSCS valuta nuove tecnologie rilevanti e pubblica i risultati su un Libro Bianco sul proprio sito. Nel 2009, CSCS e l'Università della Svizzera italiana lanciarono in collaborazione la piattaforma HP2C con lo scopo di preparare i codici delle applicazioni dei ricercatori svizzeri per l'arrivo delle architetture dei supercomputer.